# Ramdane Djamel
Ramdane Djamel (em árabe: رمضان جمال) é uma comuna localizada na província de Skikda, Argélia. De acordo com o censo de 2008, a população total da cidade era de 27 194 habitantes.